# Zhyrasuchus
Zhyrasuchus — це вимерлий одновидовий рід крокодиломорфів, який, можливо, був крокодилоподібним євсухієм, але відомий лише з мізерного матеріалу, включаючи лобову частину (одну з кісток даху черепа). Його скам'янілості були знайдені у формації Біссекті верхньої крейди коньяцького віку в Джарахудуку, Узбекистан. Zhyrasuchus був описаний в 1989 році Левом Несовим з колегами. Типовим видом є Z. angustifrons. Огляд 2000 року, проведений Гленном Сторрсом і Михайлом Єфімовим, не зміг визначити, як пов'язані Zhyrasuchus і сучасний Tadzhikosuchus, або навіть чи були вони синонімами, через бідні наявні скам'янілості.